# Ричард II (драма)
Ричард II (енгл. Richard II; пун назив дeла Живот и смрт краља Ричарда II, енгл. The Life and Death of King Richard II), историјска драма Виљема Шекспира, вероватно написана око 1595. Заснована је на животу и смрти енглеског краља Ричарда II (владао 1377-1399) и први је део тетралогије, коју неки научници зову Хенријада, праћена са три драме које се баве Ричардовим наследницима: Хенри IV, део први, Хенри IV, део други и Хенри V. 
Иако прво Фолио издање (енгл. First Folio) из 1623. наводи ово дело као историјску драму, раније Кварто издање (енгл. First Quarto) из 1597. назива је Трагедија краља Ричарда Другог (енгл. The tragedie of King Richard the second). 

## Ликови
- Краљ Ричард II
- Џон од Гента, војвода од Ланкастера - Ричардов стриц
- Војвода од Јорка - Ричардов стриц

- Војвода од Омерла - Јорков син[а]

- Томас Мобри, војвода од Норфолка

- Краљица - Ричардова супруга (неименовани спој његове прве супруге Ане Чешке и његове друге жене Изабеле од Валоа, која је у време његове смрти била дете)

- Војвоткиња од Јорка - Јоркова супруга (неименовани спој прве Јоркове супруге Инфанте Исабеле од Кастиље и његове друге жене Џоане Холанд)

- Војвоткиња од Глостера - удовица Томаса од Вудстока, војводе од Глостера,  краљевог стрица

Побуњеници
- Хенри Болинбрук - војвода од Херефорда, син Џона од Гонта, касније краљ Хенри IV

- Гроф од Нортамберланда

- Хенри 'Огњени' Перси - Нортамберландов син

- Лорд Рос

- Лорд Вилоуби

- Лорд Фицвoтер

- Сeр Пирс Ектон

Ричардови савезници
- Војвода од Сарија

- Гроф од Салисбурија

- Лорд Беркли

- Буши - миљеник Ричардов

- Багот [1] - миљеник Ричардов

- Грин - миљеник Ричардов

- бискуп Карлајла

- Опат Вестминстера

- Сер Стивен Скруп

- Вилијам ле Скруп, први гроф од Вилтшира, ван-сценски је лик који се назива "гроф од Вилтшира."

Други
- Лорд Маршал (положај који је 1399. заузео војвода од Сарија, мада то у представи није препознато)

- Велшки капетан

- Два гласника

- Вртлар

- Вртларев слуга

- Краљичине даме

- Чувар - тамничар у затвору Помфрет

- Коњушар

- Полазници, господари, војници, гласници, итд.

## Теме и мотиви

### Двострука природа краља
У својој анализи средњовековне политичке теологије, Краљева два тела (енгл. The King’s Two Bodies), Ернст Канторовиц описује средњовековне краљеве као да садрже два тела: смртно тело и политичко тело. Тема краљеве две природе актуелна је широм Ричарда II, од егзила из Болингброка до депонирања краља Ричарда II. Тијело природно је смртно тијело, подложно свим слабостима смртних људских бића. С друге стране, телесни политичар је духовно тело на које не могу утицати смртне слабости, као што су болест и старост. Ова два тела чине једну недељиву целину, а тело је супериорно телесном природном. 
Многи критичари се слажу да се у Рицхарду II ова средишња тема краљеве две приподе одвија у три главне сцене: сцене на обали Велса, у замку Флинт и у Вестминстеру. На обали Велса, Ричард се управо вратио са путовања у Ирску и љуби земљу Енглеске, демонстрирајући своју краљевску приврженост свом краљевству. Ова слика краља постепено бледи док се Болинбрукова побуна наставља. Ричард почиње да заборавља своју краљевску природу док му ум заокупља побуна. Ова промена приказана је у сцени у дворцу Флинт током које се јединство две природе распада и краљ почиње да користи више поетички и симболички језик. Ричардова политичка природа уздрмана је јер су се његови следбеници придружили Болинбруковој војсци, умањивши Ричардов војни капацитет. Принуђен је да се одрекне драгуља, изгубивши краљевски изглед. Губи стрпљење са Болинбруком, али поново добија смиреност када почне да се сећа своје божанске стране. У дворцу Флинт, Ричард је одлучан да се држи свог краљевања иако титула више не одговара његовом изгледу. Међутим, у Вестминстеру слику божанског краља подржава бискуп Карлајл, а не Ричард, који у овом тренутку постаје ментално нестабилан како му ауторитет измиче. Библијске референце користе се за упоређивање понизног краља са понизним Христом. Имена Јуда и Пилат користе се да прошире ово поређење. Пре него што је Ричард послат у смрт, он се "раз-краљује" предајући своју круну, жезло и балзам који се користи за помазање краља на престо. Сцена са огледалом је коначни крај двојне личности. Након што је испитао свој обичан физички изглед, Ричард разбија огледало на земљи и на тај начин се одриче своје прошлости и садашњости као краљ. Ослобођен своје некадашње славе, Ричард коначно отпушта своје политичко тело и повлачи се у своје природно тело и своје унутрашње мисли и туге.  Критичар Ј. Довер Вилсон напомиње да је Ричардова двострука природа, као човека и мученика, дилема која пролази кроз драму која на крају води до Ричардове смрти. Ричард игра улогу краљевског мученика, а због проливања његове крви, Енглеска непрекидно трпи грађански рат током следеће две генерације.

### Успон макијавелистичког краља
Представа се завршава успоном Болинбрука на трон, што означава почетак нове ере у Енглеској. Према историјским истраживањима, енглески превод Макијавелијевог Владаоца  можда је постојао већ 1585. године, а утицао је на владавине енглеских краљева. Критичар Ирвинг Рибнер напомиње да се у Болинбруку може видети манифестација макијавелистичке филозофије. Макијавели је написао Владаоца за време политичког хаоса у Италији и записао формулу којом вођа може земљу извести из немира и вратити је у просперитет. Чини се да је Болинбуок вођа који долази на власт у време када је Енглеска у немиру, и пажљиво следи формулу коју је изрекао Макијавели. На почетку Ричарда II Болинбрук оптужује Мобрија и прикривено напада владу краља Ричарда. Он држи Нортамберланда уз себе као оруђе за контролу одређених области. Од тренутка када Болинбрук ступи на власт, он уништава верне присташе Ричарда, попут Бушија, Грина и грофа Вилтшира. Такође, Болинбрук је веома забринут за одржавање законитости краљевства, важно начело макијавелистичске филозофије, и због тога приморава Ричард да преда своју круну и симболе власти, како би избрисао било какву сумњу у правог наследника престола. Ипак, Ирвинг Рибнер још увек бележи неколико инцидената у којима Болинбрук не следи истинску макијавелистичку филозофију, као што је његов неуспех да уништи Омерла, али такви су инциденти сићушни у поређењу са већим догађајима у драми. Чак и последња изјава Болинбрука прати макијавелистичку филозофију, када алудира на путовање у Свету Земљу, јер макијавелистичка филозофија наводи да се владари морају чинити побожним.  Стога се ова представа посебно може посматрати као прекретница у историји Енглеске, јер престо преузима строжи и захтевнији краљ у поређењу са краљем Ричардом II.

## Екранизација
Британска телевизија ББЦ 2 извела је 2012-2016. комплетну екранизацију 8 највећих Шекспирових историјских драма, у облику мини-серије под насловом Шупља Круна (енгл. The Hollow Crown). Наслов серије узет је из стиха у драми Ричард II:
Јер у шупљој круни
Што окружује смртне слепоочнице краља
Смрт држи свој двор ...
- Ричард II, чин 3, сцена 2.
Прва сезона, која садржи 4 драме које образују прву тетралогију (Ричард II, Хенри IV, део први, Хенри IV, део други и Хенри  V) снимљена је 2012. Бен Вишо глуми краља Ричарда II, Џереми Ајронс игра Хенрија IV, а а Том Хидлстон игра Хенрија V.
Друга сезона, под насловом Шупља Круна: Ратови Ружа (енгл. The Hollow Crown: The Wars of the Roses) снимљена је 2016. Друга сезона екранизовала је историјске драме друге тетралогије: сва три дела Хенрија VI (у две епизоде) и Ричарда III, са Бенедиктом Камбербачом у улози Ричарда од Глостера (касније Ричарда III).

### Издања Ричарда II
- Bate, Jonathan and Rasmussen, Eric (eds.), Richard II (The RSC Shakespeare; London: Macmillan, 2010)
- Black, Matthew W. (ed.) The Tragedy of King Richard the Second (The Pelican Shakespeare; London, Penguin, 1957; revised edition 1970)
- Dawson, Anthony B. and Yachnin, Paul (eds.) Richard II (The Oxford Shakespeare; Oxford: Oxford University Press, 2012)
- Dolan, Frances E. (ed.) Richard II (The Pelican Shakespeare, 2nd edition; London, Penguin, 2000)
- Dover Wilson, John (ed.) Richard II (The New Shakespeare; Cambridge: Cambridge University Press, 1939; 2nd edition, 1951)
- Edmondson, Paul (ed.) Richard II (The New Penguin Shakespeare 2nd edition; London: Penguin, 2008)
- Evans, G. Blakemore (ed.) The Riverside Shakespeare (Boston: Houghton Mifflin, 1974; 2nd edn., 1997)
- Forker, Charles R. (ed.) King Richard II (The Arden Shakespeare, 3rd Series; London: Arden, 2002)
- Greenblatt, Stephen; Cohen, Walter; Howard, Jean E. and Maus, Katharine Eisaman (eds.) The Norton Shakespeare: Based on the Oxford Shakespeare (London: Norton, 1997)
- Gurr, Andrew (ed.) King Richard II (The Cambridge Shakespeare; Cambridge: Cambridge University Press, 1984; 2nd edition 2003)
- Muir, Kenneth (ed.) Richard II (Signet Classic Shakespeare; New York: Signet, 1963; revised edition, 1988; 2nd revised edition 1999)
- Powell, Ivor B. (ed.) King Richard II (The Arden Shakespeare, 1st Series; London: Arden, 1912)
- Ure, Peter (ed.) King Richard II (The Arden Shakespeare, 2nd Series; London: Arden, 1956)
- Wells, Stanley (ed.) Richard II (The New Penguin Shakespeare; London: Penguin, 1969; revised edition 1997)
- Wells, Stanley; Taylor, Gary; Jowett, John and Montgomery, William (eds.) The Oxford Shakespeare: The Complete Works (Oxford: Oxford University Press, 1986; 2nd edn., 2005)
- Werstine, Paul and Mowat, Barbara A. (eds.) Richard II (Folger Shakespeare Library; Washington: Simon & Schuster, 1996)

### Додатни извори
- Barroll, Leeds (1988). „A New History for Shakespeare and His Time.”. Shakespeare Quarterly. 39: 441—444..
- Bergeron, David. "The Deposition Scene in Richard II." Renaissance Papers 1974, 31–37.
- Bullough, Geoffrey. "Narrative and Dramatic Sources of Shakespeare". Early English History Plays: Henry VI Richard III Richard II, volume III, Routledge: London, New York, 1960.
- Huke, Ivan and Perkins, Derek (1981). Richard II: Literature Revision Notes and Examples. Celtic Revision Aids. ISBN 0-17-751304-7..
- Chambers, E. K. William Shakespeare: A Study of Facts and Problems. 2 Volumes. Oxford: Clarendon Press, 1930.
- Rose, Alexander (2002). Kings in the North – The House of Percy in British History. Phoenix/Orion Books Ltd. ISBN 1-84212-485-4.,
- Smitd, Kristian. Unconformities in Shakespeare's History Plays, St. Martin's Press: New York, 1993.
- Tillyard, E. M. W. Shakespeare's History Plays, Chatto & Windus: London, 1944.